# Luleå Energi Arena
Luleå Energi Arena (hette fram till 2012 Pontushallen), är en idrotts- och evenemangsarena centralare delen i Luleå.
Under 2012 och 2013 byggdes sporthallen om, därav namnbytet till Luleå Energi Arena.
I huvudsak genomförs här basketmatcher i Svenska Basketligan Herr- respektive Dam. Förutom detta även basket och annan idrott i olika divisioner och på ungdomsnivå.
En återkommande aktivitet är "Tomtebocup" som är en ungdomsturnering i basket som genomförs under mellandagarna samt Barents Basketball Games som är en internationell turnering med lag ibland från Finland, Ryssland och Norge.
Cheerleading, gymnastik, pingis och brottningar genomför också tävlingar här precis som futsal som arrangerar Futsalligan i februari varje år med futsal med lag från Luleå.
Arenan rymmer också föreningskanslier för BC Luleå och Luleå Basket och kontorslokaler, ett gym, som drivs av Actic, samt café och en restaurang som har lunchservering.
Hemmalag i basket är BC Luleå på herrsidan och Luleå Basket på damsidan.
I arenan har BC Luleå (då Plannja Basket) vunnit SM-guld år 2007 och 2017, samt Luleå Basket har vunnit SM-guld där år 2014,2015,2016,2017 och 2018
Arenan ligger på Pontusudden i norra utkanten av innerstaden och i direkt anslutning till badhuset Pontusbadet.

## Ombyggnad och namnbyte
Hallen byggdes om till en större arena under sommaren 2012 och stod klar i juli 2013, med invigning den 31 augusti 2013. På insidan av arenan skapades större ytor och bättre sikt än tidigare. Läktarplatserna blev dels mobila för att kunna anpassas till olika idrotter. Spelytan rymmer ca 230 sittande gäster. En restaurang byggdes till arenan och har utsikt över Luleälven. En stålkonstruktion ordnades och ersattes dess gamla betongramar och ett helt nytt tak byggdes. Byggnaden blev billigare i drift med bland annat lägre energikostnad och den nya konstruktionen håller för tunga snölaster. Lösningen ska vara hållbar under de kommande femtio åren.
Både Northland Basket och LF Basket Norrbotten fick spela sina hemmamatcher, under hela säsongen 2012/2013 för damer respektive 2012/2013 för herrar i Arcushallen, under ombyggnationen.
Under ombyggnaden fick Luleå Energi Arena sitt namn, efter att tidigare hetat Pontushallen under en lång tid. Från början var det tänkt att hallen skulle byta namn till Pontus Arena, men efter ett avtal med det lokala elbolaget Luleå Energi den 8 november 2012, så blev arenans namn Luleå Energi Arena.

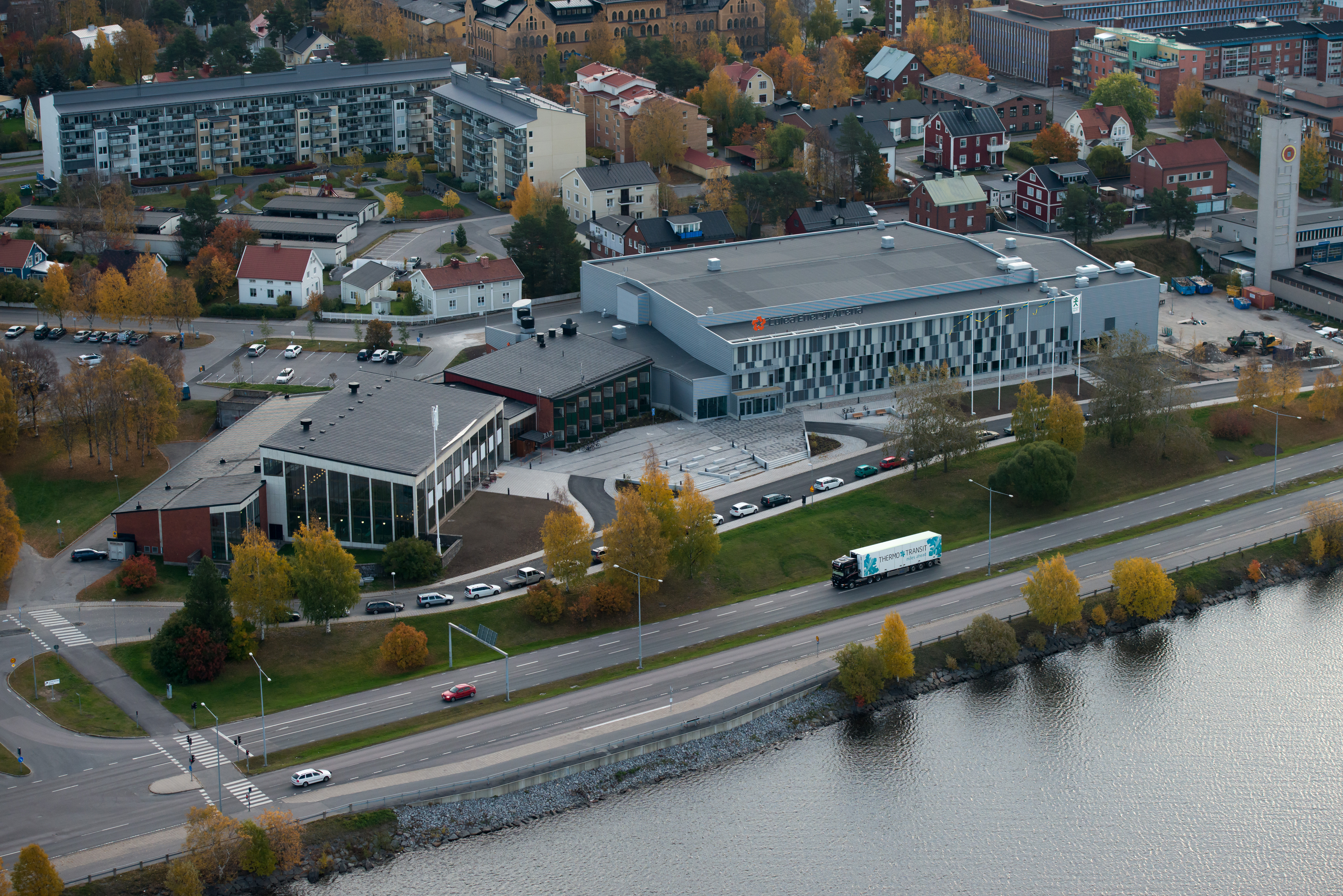

## Genomförda evenemang i arenan (axplock)
- Herrlandskamp i basket, Sverige - Finland
- Damlandskamp i basket Sverige-Nederländerna
- SM/RM Cheerleading - 2017
- USM brottning - 2019
- DM Norra Cheerleading
- SM Breaking - 2019
- "ALCAZAR "20 years of disco - Mission completed" - 2018
- "LABERO INFLAME" - 2019
- "Jonas Gardell" - 2016
- Sweden Live - 2019
- "Nolia Karriär - 2014, 2016, 2018"
- "Ung Företagsamhet"

## Föreningar i Luleå Energi Arena
Bc Luleå
Luleå Basket
Luleå Pingis
Luleå Brottarklubb
Luleå Steelers
Luleå Karate
Nordic Fighters
BG Luleå
Luleå Stars
mfl.

## Hallar i arenan
Luleå Energi Arena  består av 11 hallar
Plan 2 (Entréplan)
Hall-A är stora arenahallen med plats för upp till 2700 personer. Här spelas basket, innebandy och futsal. Här genomförs även mässor, konserter, galamiddagar, konferenser och andra typer av
Hall-B är för skolidrott, träningar, matcher och tävlingar. Även mässor, konferenser och konserter äger rum här. Idrottsevenemang inom olika idrotter och storlek. Europeiska matcher- och landskamper i basket.
Plan 1 (Källarplan)
Aktivitetslokal C1 är för kampsport så som Karate och Judo.
Aktivitetslokal C2 är för kampsport så som Karate och Judo
Hall-D är en stor lokal i källaren med plastmatta (37 x 13 meter) som är lämpad för innebandy, skolidrott, cirkelträning, dans mm
Aktivitetslokal E1 är för Pingis.
Aktivitetslokal E2 är för kampsport så som Martial arts men även lämpad för yoga eller andra liknande pass
Aktivitetslokal F1 är för Brottning men även andra typer av kampsport som Mixed Martial Arts.
Aktivitetslokal F2 är för Boxning och Thaiboxning
Aktivitetslokal F3 är en lokal med en oktagon.
K-hallen är styrkelokalen där Luleå Atletklubb håller till.